# Cathédrale Sainte-Marie-de-l'Assomption d'Aberdeen
Cette  cathédrale n’est pas la seule cathédrale Sainte-Marie.
La cathédrale Sainte-Marie-de-l'Assomption d'Aberdeen, généralement connue comme la cathédrale Sainte-Marie, est une cathédrale de l'Église catholique dans la ville d'Aberdeen, en Écosse. Elle est le siège du diocèse d'Aberdeen, dans la province de Saint Andrews et d'Édimbourg.

## Source
- (en) Cet article est partiellement ou en totalité issu de l’article de Wikipédia en anglais intitulé « St Mary's Cathedral, Aberdeen » (voir la liste des auteurs).